# القشرة حول اللوزة
القشرة حول اللوزة الدماغية (أو المنطقة الحول لوزية) هي جزء من الدماف الشمي تتكون من القشرة القديمة، وتُمثل نواة شبه قشرية في مركب اللوزة الدماغية، وعلى الرغم من أن القشرة حول اللوزة تُعتبر نواة، إلا أنها غالبا ما ترتبط بالقشرة المخية بسبب تركيبها الطبقي وموقعها على السطح الخارجي للدماغ.
تقع القشرة حول اللوزة على السطح الظهري للمخ وتحدها القشرة الكمثرية، القشرة الشمية الداخلية ، القشرة المحيطة بالأنف، والمنطقة اللوزية الأمامية. وتُعرف حدودها البطنية-الإنسية والظهرية-الوحشية من خلال حزمة المايلين الألى للمحفظة الظاهرة، في حين لا تُظهر حدودها المتبقية أي إسقاطات أو ألياف مايلينية بالإضافة إلى زيادة إنزيم أستيل كولين إستراز والمشابك الكولينية مقارنة بمنطقة اللوزة الأمينية الأمامية المجاورة.
تلعب القشرة حول اللوزة دورًا في حاسة الشم، وقد أظهرت الدراسات الحديثة أنها قد تشارك في العديد من العمليات ومن بينها اضطراب تعاطي المواد الأفيونية (الإدمان)،  تقييم المشاعر السلبية، والاكتئاب. وبالإضافة إلى ذلك فقد اقترح أن القشرة حول اللوزة اليسرى قد تلعب دورا في التثاؤب.

## نظام الشم
تُعتبر القشرة حول اللوزة جزء من القشرة الشمية الأولية التي تستقبل المدخلات (الإشارات) من البصلة الشمية عبر السطر الشمي الوحشي. وتُجري القشرة حول اللوزة جنبا إلى جنب مع اللوزة تقييمًا إدراكيًا لمدخلات حاسة الشم التي تتلقاها وتسقطها على البصلة الشمية.

## الإدمان والاكتئاب
وجدت دراسة عن البرودينورفين في القشرة حول اللوزة في الشخص المُدمن للهيروين أن مستويات البرودينورفين قد انخفضت بشكل ملحوظ، وتم إجراء مزيد من الاختبارات لتحديد ارتباط مستقلبات الهيروين بالبرودينورفين لاستبعاد الالتباس، لكن هذه الاختبارات دفعت الباحثين إلى تأكيد أن هذا النقصان في البرودنورفين كان بسبب استخدام الهيروين المزمن وليس مجرد عامل ثانوي.
على غرار آلية العمل المقترحة في إدمان الهيروين، فقد تبين أن البروديرينورفين في القشرة حول اللوزة قد انخفض بشكل ملحوظ في المصابين باضطراب الاكتئاب الشديد.